# ユーザベース
株式会社ユーザベース（英: Uzabase,Inc.）は、東京都千代田区に本社を置き、ソーシャル経済メディアのNewsPicksや経済情報サービスのスピーダなどを提供している日本の情報関連企業。
2008年に梅田優祐（現非常勤取締役）、稲垣裕介（現代表取締役、Co-CEO）、新野良介（現経営顧問）により創業。

## 概要
2008年4月1日に設立。2016年10月に東証マザーズに上場。
パーパスは、「経済情報の力で、誰もがビジネスを楽しめる世界をつくる」を掲げ、勤務時間の制約や出社義務がなく、服装も自由であるのが特徴である。
日本国内（東京・大阪）以外にもGLOBAL OFFICEとして、中国（上海）、シンガポール、スリランカ（コロンボ）、アメリカ（サンフランシスコ・ニューヨーク）に拠点を持つ。
2022年11月 東京証券取引所監理銘柄（確認中）の指定。2023年2月7日をもって上場廃止。

## 沿革
2008年
- 4月1日 - 梅田優祐、稲垣裕介、新野良介により株式会社ユーザベースを設立（東京都港区港南）[7][8]

2009年
- 5月 - 経済情報サービス「SPEEDA」をリリース[9]

2010年
- 12月 - ピッチネス株式会社に出資、持分法適用関連会社化[7]

2012年
- 2月 - 海外企業情報の提供開始[7]

2013年
- 1月 - 上海に駐在事務所を設立[7][10]
- 7月 - Uzabase Asia Pacific Pte. Ltd.及びUzabase Hong Kong Limitedを設立[7]
- 7月 - ソーシャル経済メディアの「NewsPicks」をリリース（iPad版）[7]
- 9月 - 「NewsPicks」 iPhone版リリース[7]
- 10月 - 英語版「SPEEDA」の提供開始[7]

2014年
- 2月 - 「NewsPicks」有料購読プランを開始[7]
- 3月 - 「NewsPicks」Android版リリース[7]
- 6月 - 「NewsPicks」Web版リリース[7]
- 7月 - 「NewsPicks」編集部発足[7]

2015年
- 4月 - 会社分割（新設分割）により株式会社ニューズピックスを設立[7]

2016年
- 10月 - 東京証券取引所マザーズに株式を上場[11][12]

2017年
- 1月 - 株式会社ジャパンベンチャーリサーチ（東京都渋谷区）の全株式を取得し、完全子会社化[13]
- 4月 - 「NewsPicksアカデミア」スタート
- 5月 - BtoBマーケティングサービス「FORCAS（フォーカス）」リリース

2018年
- 2月 - 新卒採用を本格スタート
- 2月 - Baseconnect社と資本業務提携[14]
- 5月 - ニューズピックス、電通と合弁会社「NewsPicks Studio」を設立[15]
- 6月 - VC事業「UB Ventures」始動[16]
- 7月 - 米国発のクオリティ経済メディア「Quartz」の買収[17][18]

2019年
- 1月 - ライブ経済情報番組「The UPDATE」スタート
- 3月 - 「NewsPicks」法人向けプレミアムプランを提供開始
- 4月 - ニューズピックス、出版事業に参入[19]
- 11月 - 学生のための新メディア「HOPE by NewsPicks」創刊[20]
- 11月 - AlphaDriveを完全子会社化[21]
- 11月 - 株式会社ジャパンベンチャーリサーチ社名を株式会社INITIALに変更[22]
- 12月 - TBSと資本業務提携[23][24]

2020年
- 3月 - 三菱地所株式会社と資本業務提携[25][26]
- 4月 - 持分法適用関連会社である株式会社ミーミルを完全子会社化[27]
- 5月 - プロジェクト型スクール「NewSchool」を開校[28]
- 5月 - グローバルでエキスパートネットワークを保有する 「GlobalWonks」と資本業務提携を実施[29]
- 6月 - UB Ventures、香港のSaaSスタートアップ「EventXtra」に出資[30][31]
- 6月 - 「NewsPicks Book」を終了[32][33]
- 7月 - 東急プラザ銀座に「NewsPicks GINZA」をオープン[34]
- 7月 - 電子書籍レーベル「NewsPicks Select」創刊[35]
- 7月 - 総額50億円規模の海外資金調達の実施[36]
- 8月 - 「SPEEDA」において、同社として初の特許を取得（特許第6747683号）
- 9月 - 子会社ミーミルのエキスパートリサーチ事業をSPEEDAに統合し、専門家QAサービス「FLASH Opinion」を提供開始[37]
- 10月 - NewsPicksを活用した企業文化の変革に伴走する専門スタジオ「NextCulture Studio」を設立[38]
- 10月 - NewsPicksアプリを全面リニューアル
- 10月 - 職業軸のキャリア情報メディア「JobPicks」をリリース[39]
- 11月 - Quartz事業からの撤退を発表。同時に創業者でCEOの梅田優祐が、12月末で代表取締役CEOを退任し、取締役になることが発表。[40][41]。
- 12月 - 子会社の株式会社ニューズピックス（NewsPicks）及び株式会社NewsPicks Studiosの経営体制刷新を発表[42]。

2021年
- 4月 -  株式会社FORCAS及び株式会社INITIALを吸収合併[43]。
- 7月 -  NewsPicksとドコモ、ドコモの法人会員向けメディアサービス 「NewsPicks +d」を提供開始[44]
- 9月 - ユーザベースとプロトソリューション、経済情報の取得・整理を目的としたジョイントベンチャー「株式会社UB Datatech」を設立[45]
- 10月 - 三菱地所が運営する丸の内三菱ビルへ本社移転を発表[46]。

2022年
- 11月 - カーライル・グループが、自ら出資するTHE SHAPERを通じて株式公開買付けを行うことを発表[47]。
- 12月 - カーライル・グループ傘下のTHE SHAPERが、株式公開買付けにより議決権所有割合ベースで93.92%の株式を取得[48]。

2023年
- 2月 -  東京証券取引所グロース市場上場廃止[6]。株式等売渡請求によりTHE SHAPERの完全子会社となる[3]。
- 7月 -  株式会社ニューズピックスを吸収合併[49]。株式会社ユーザベースを株式会社THE SHAPERに吸収合併し、商号を株式会社ユーザベースに変更。

2024年
- 2月 - 株式会社アルファドライブの一部事業を対象にしたカーブアウトを実施[50]
- 7月 - BtoBブランドを「スピーダ」に統合。[51]

## 事業・提供サービス

### スピーダ 経済情報リサーチ（旧名称 SPEEDA）
BtoB向けに企業・業界のファンダメンタル分析に必要とされる情報が網羅的に・体系的に整理された経済情報プラットフォーム。
ユーザベースの資料によれば、メガバンク5社全てがスピーダ 経済情報リサーチを導入している。

### NewsPicks
BtoCのソーシャル経済メディア

### NewsPicksアカデミア
多分野の実践者が集う「学び場」

### NewSchool
プロジェクト型のスクール

### スピーダ 顧客企業分析（旧名称 FORCAS）
B2Bマーケティングプラットフォーム

### スピーダ スタートアップ情報リサーチ（旧名称 INITAL）
スタートアップ情報プラットフォーム
2017年1月11日に、株式会社ジャパンベンチャーリサーチ（東京都渋谷区）の全株式を取得し、完全子会社化。2019年、同社社名を株式会社INITIALに変更。

### UB Ventures
サブスクリプションビジネスに特化したテーマ型ファンド
起業家のソーシャルコミュニティ「Thinka」も運営する。

### AlphaDrive
企業変革を推進するコンサルティング・ソリューションカンパニー
2019年11月に完全子会社化、2024年2月に一部事業を対象にカーブアウト

### QUARTZ
米クオリティ経済メディア
2018年にAtlantic Mediaから米国メディアであるQuartzを買収した。2020年に業績不振から大幅な体制変更を発表。
2020年11月、今後の米国での業績が不透明なことを理由に、Quartz事業からの撤退を発表。Quartz事業は元経営陣が設立したQuartz Media Holdings, Inc.に譲渡する。

## 事件・不祥事
- 2020年6月8日、子会社であるニューズピックス（東京都港区）が、幻冬舎との協業で運営していた書籍レーベル「NewsPicks Book」を終了すると発表[33]。理由として、編集長を担当する幻冬舎・箕輪厚介の「一連の問題」を重く受け止めた結果の判断と発表した。「一連の問題」が何を指すか明確になっていないが、箕輪厚介氏の「セクハラ」に関連する報道と考えられている[54]。

- 2021年10月4日、子会社であるアルファドライブ（東京都千代田区）が、「今日の仕事は、楽しみですか。」という広告を品川駅コンコースにある数十台のディスプレイに掲載したところ、不快であるとの批判がTwitterで集まり、同社は1日で広告を取り下げ「利用者の方々への配慮に欠く表現だった」と謝罪した[55]。

- 2024年2月29日、NewsPicksが掲載している一部記事の写真について、権利元である該当報道機関の許可を得ずに加工した上で掲載していたことが日本新聞協会からの指摘により判明したとして、同日付で権利元に謝罪した[56][57]。

## 関連会社

### 日本国内
- 株式会社NewsPicks Studios
- 株式会社UB Ventures
- 株式会社ミーミル

### 日本国外
- Uzabase Asia Pacific Pte. Ltd.
- Uzabase Asia Pacific Pte. Ltd. Thailand Representative Office
- Uzabase Hong Kong Limited （優擇備思香港有限公司）
- Uzabase China Limited （上海优则倍思信息科技有限公司）